# Le Tour de France : Édition du Centenaire
Pour les articles homonymes, voir Tour de France (homonymie).
Le Tour de France : Édition du Centenaire est un jeu vidéo de course cycliste développé par DC Studios et édité par Konami, sorti en 2003 sur PlayStation 2. Il est sous licence officielle du Tour de France.